# Centreville, Illinois
Centreville är en ort i St. Clair County i den amerikanska delstaten Illinois med en yta av 11 km² och en folkmängd, som uppgår till 5 309 invånare (2010).

## Kända personer från Centreville
- Reginald Hudlin, författare